# Liste französischer Schriftsteller
Diese Liste französischer Schriftsteller und Schriftstellerinnen ist innerhalb der Abschnitte nach Geburtsdatum chronologisch geordnet. Siehe auch Liste französischer Schriftsteller (alphabetisch) und Liste französischer Dichter.

## AltokzitanischeundaltfranzösischeLyrik

### Altokzitanisch (Provenzalisch)
- Guillaume d’Aquitaine (1071–1127)
- Jaufré Rudel (ca. 1100–ca. 1150)
- Marcabrun (1. Hälfte 12. Jh.)
- Bernart de Ventadorn (ca. 1147–ca. 1170)
- Beatriz de Dia (1160–1240)

### Altfranzösisch
- Conon de Béthune (ca. 1180–ca. 1210)
- Thibaud de Champagne (1201–1253)

## 12. Jahrhundert
- Petrus Abaelardus (1079–1142)
- Roman de Thèbes (Thebenroman), anonym, gegen 1160
- Roman d’Énéas (Äneasroman), anonym, um 1160
- Roman d’Alexandre (Alexanderroman), verschiedene Verfasser, um 1100 bis ca. 1180
- Wace (ca. 1110–ca. 1180) ist der erste überlieferte französischer Dichter. Er war anglonormannischer Herkunft und schrieb in Patois.
- Chrétien de Troyes (ca. 1135–ca. 1190)
- Benoît de Sainte-Maure (um 1165)
- Robert de Boron war anglonormannischer Herkunft,
- Béroul (ca. 1170)
- Thomas d’Angleterre (ca. 1170)
- Marie de France (um 1175)

## 13. Jahrhundert
- Guillaume de Lorris (ca. 1200–ca. 1238)
- Jean de Joinville (ca. 1224–ca. 1317)
- Rutebeuf (ca. 1230–ca. 1285)
- Rosenroman (ca. 1240–ca. 1280)
- Adam de la Halle (ca. 1250–ca. 1285)
- Marguerite Porete (ca. 1250–1310)
- Jean de Meung (1250–ca. 1305)
- Jean Le Bel (ca. 1290–1370)
- Philippe de Vitry (1291–1361)

## 14. Jahrhundert
- Guillaume de Machaut (ca. 1300–ca. 1377)
- Jean de Venette (1307–1368)
- Nicolas d’Oresme (1325–1382)
- Jean Froissart (ca. 1337–ca. 1405)
- Eustache Deschamps (1345–1404)
- Jean Charlier genannt Gerson (1363–1429)
- Christine de Pizan (ca. 1365–ca. 1430)
- Alain Chartier (ca. 1385–1433)
- Eustache Marcadé (13??–1440)
- Antoine de La Sale (ca. 1386–1460)
- Jean Juvénal des Ursins (1388–1473)
- Enguerrand de Monstrelet (um 1390–um 1453)
- Michaut le Caron, genannt Taillevent (um 1390/1395–zwischen 1448 und 1458)
- Charles d’Orléans (1394–1465)

## 15. Jahrhundert
- Georges Chastellain (1405–1475)
- Jean V. de Bueil (1406–1477)
- Martin Le Franc (um 1410–1461)
- Arnoul Gréban (um 1420–um 1470)
- Olivier de la Marche (1425–1502)
- Martial d’Auvergne (um 1430–1508)
- François Villon (um 1431–nach 1463)
- Jean Michel (um 1435–1501)
- Jean Molinet (1435–1507)
- Philippe de Commynes (1445–1511)
- Jacques Lefèvre d’Étaples (1455–1537)
- Jean Marot (um 1450–1526)
- Guillaume Crétin (1460–1525)
- Octavien de Saint-Gelais (um 1468–1502)
- Guillaume Budé (1468–1540)
- Jean Lemaire de Belges (um 1473–nach 1515) F/B
- Pierre Gringore (um 1475–1538/1539)
- Jean Bouchet (1476– um 1558)
- François Rabelais (um 1483–1553)
- Jean Salmon Macrin (1490–1557)
- Mellin de Saint-Gelais (um 1491–1558)
- Marguerite de Navarre (um 1492–1549)
- Jean du Bellay (um 1492/1498–1560)
- Clément Marot (um 1496–1544)
- Lazare de Baïf (1496–1547)
- Guillaume de La Perrière (1499–1554)

## 16. Jahrhundert
- Claude Chappuys (1500?–1575)
- Maurice Scève (ca. 1505–ca. 1562)
- Michel de L’Hospital (1505–1573)
- Guillaume Guéroult (1507–1569)
- Jean Calvin (1509–1564)
- Nicolas de Cholières (1509–1592)
- Bonaventure des Périers (1510–1543)
- Pierre Viret (1511–1571)
- Thomas Sébillet (ca. 1512–1589)
- Jacques Amyot (1513–1593)
- Louis Des Masures (ca. 1515–1574)
- Guillaume Bouchet (1513–1594)
- Jacques Peletier du Mans (1517–1582)
- Théodore de Bèze (1519–1605)
- Noël du Fail (1520–1591)
- Jacques Yver (1520–1572)
- Gilles de Gouberville (1521–1578)
- Pontus de Tyard oder de Thiard (1521–1605)
- Joachim du Bellay (1522–1560)
- François Hotman (1524–1590)
- Louise Labé (≈1524–1566)
- Pierre de Ronsard (1524–1585)
- Jacques Tahureau (1527–1555)
- Rémy Belleau (1528–1577)
- Guillaume Des Autels (1529–1580)
- Étienne Pasquier (1529–1615)
- Étienne de La Boétie (1530–1563)
- Claude Fauchet (1530–1602)
- Jean Bodin (1529/1530–1596)
- Henri Estienne (1531–1598)
- Étienne Jodelle (1532–1573)
- Jean-Antoine de Baïf (1532–1589)
- Michel de Montaigne (1533–1592)
- Jean de La Taille (ca. 1535–1608)
- Jean Passerat (1534–1602)
- Nicolas Rapin (1535–1608)
- Jean Vauquelin de La Fresnaye (1536–1606)
- Scévole (I.) de Sainte-Marthe (1536–1623)
- Jacques Grévin (1538–1570)
- Olivier de Serres (1539–1619)
- Pierre Pithou (1539–1596)
- Pierre de Bourdeille, seigneur de Brantôme (1540–1614)
- Georgette de Montenay (1540–1606)
- Pierre de Larivey (1541–1619)
- Florent Chrestien (1540–1596)
- Jean du Bec-Crespin (1540–1610)
- Pierre Charron (1541–1603)
- Robert Garnier (1544–1590)
- Guillaume du Bartas (1544–1590)
- Robert Garnier (1544–1590)
- Jean Papire Masson (1544–1611)
- Philippe Desportes (1546–1606)
- Pierre de L’Estoile (1546–1611)
- Étienne Tabourot des Accords (1549–1590)
- Philippe de Mornay, genannt Duplessis-Mornay (1549–1623)
- François d’Amboise (1550–1619)
- Jean de La Ceppède (1550–1623)
- Théodore Agrippa d’Aubigné (1552–1630)
- Odet de Turnèbe (1552–1581)
- Jean Bertaut (1552–1611)
- François de Malherbe (1555–1628)
- Jacques Davy Du Perron (1556–1618)
- François Béroalde de Verville (1556–1626)
- Guillaume du Vair (1556–1621)
- Jean de Sponde (1557–1595)
- Bénigne Poissenot (1558–1587)
- Antoine de Nervèze (1558–1625)
- Maximilien de Béthune, baron de Rosny, duc de Sully (1560–1641)
- Alexandre Hardy (1560/1570–ca. 1632)
- François de Sales (1567–1622)
- Honoré d’Urfé (1567–1625)
- Nicolas Vauquelin des Yvetaux (1567–1649)
- Jean-Baptiste Chassignet (1571–1635)
- Mathurin Régnier (1573–1613)
- Antoine de Montchrétien (ca. 1575–1621)
- Jean Ogier de Gombauld (1576–1666)
- Henri II. de Rohan (1579–1638)
- Jean Duvergier de Hauranne (1581–1643)
- François Maynard (1582–1646)
- Jean-Pierre Camus (1584–1652)
- Vérité Habanc (1585)
- Jean de Schelandre (ca. 1585–1635)
- Claude Favre de Vaugelas (1585–1650)
- François de La Mothe le Vayer (1588–1672)
- Honorat de Bueil de Racan (1589–1670)
- Théophile de Viau (1590–1626)
- François Le Métel de Boisrobert (1592–1662)
- Marc-Antoine Girard de Saint-Amant (1594–1661)
- Jean Chapelain (1595–1674)
- Jean Desmarets de Saint-Sorlin (1595–1676)
- René Descartes (1596–1650)
- Jean-Louis Guez de Balzac (1597–1654)
- Claude Malleville (1597–1647)
- Vincent Voiture (1598–1648)
- Guillaume Colletet (1598–1659)
- Madeleine de Sablé (1598–1678)
- Nicolas Frénicle (1600–1666)
- Marin Le Roy de Gomberville (1600–1674)

## 17. Jahrhundert (Barock/Klassik/Frühaufklärung)
- Georges de Scudéry (1601–1667)
- François, genannt Tristan L’Hermite (1601–1655)
- Guy Patin (1601–1672)
- Charles Sorel (1602–1674)
- Pierre Le Moyne (1602–1671)
- Valentin Conrart, (1603–1675)
- François Hédelin, (1604–1676)
- Charles Cotin (1604–1681)
- Jean Mairet (1604–1686)
- Pierre Du Ryer (1605–1658)
- Charles Coypeau d’Assoucy (1605–1675)
- Pierre Corneille (1606–1684)
- Amable Bourzeis (1606–1672)
- Antoine Gombaud, chevalier de Méré (1607–1684)
- Madeleine de Scudéry (1607–1701)
- Jean Rotrou (1609–1650)
- Gautier de Costes de La Calprenède (um 1610–1663)
- Paul Scarron (1610–1660)
- François Eudes de Mézeray (1610–1683)
- Jacques Esprit (1611–1677)
- Antoine Arnauld (1612–1694)
- Richemont Banchereau (1612–????)
- Isaac de Benserade (1612–1691)
- Paul de Gondi, Kardinal de Retz (1613–1679)
- François de La Rochefoucauld (1613–1680)
- Charles de Marguetel de Saint-Denis de Saint-Evremond (um 1614–1703)
- Jean-François Sarasin (1614–1654)
- Georges de Brébeuf (1617–1661)
- Jacques Chausson (1618–1661)
- Roger de Bussy-Rabutin (1618–1693)
- Cyrano de Bergerac (1619–1655)
- Antoine Furetière (1619–1688),
- Jean de La Fontaine (1621–1695)
- Molière (1622–1673)
- Blaise Pascal (1623–1662)
- Jean Regnault de Segrais (1624–1701)
- Thomas Corneille (1625–1709)
- Laurent Drelincourt (1625–1680)
- Marie de Rabutin-Chantal, Marquise de Sévigné (1626–1696)
- Jacques Bénigne Bossuet (1627–1704)
- Gabriel de Guilleragues (1628–1685)
- Charles Perrault (1628–1703)
- Gabriel de Foigny (1630–1692)
- Louis Bourdaloue (1632–1704)
- Esprit Fléchier (1632–1710), Bischof, Kanzelredner und Schriftsteller.
- Marie-Catherine de Villedieu (1632–1683)
- Madame de Lafayette (1634–1693)
- Philippe Quinault (1635–1688)
- Nicolas Boileau (1636–1711)
- Claude Le Petit (1638–1662)
- Nicolas Malebranche (1638–1715)
- Jean Donneau de Visé (1638–1710)
- Philippe de Courcillon de Dangeau (1638–1720)
- César Vichard de Saint-Réal (1639–1692)
- Jean Racine (1639–1699)
- Claude Fleury (1640–1723)
- Adrien-Thomas Perdou de Subligny (1640–1680)
- Louis Moréri (1643–1680)
- Jacques Pradon (1644–1698)
- Jean de La Bruyère (1645–1696)
- Pierre de Boisguilbert (1646–1714)
- Antoine Galland (1646–1715)
- Pierre Bayle (1647–1706)
- François Fénelon (1651–1715)
- Jean-François Regnard (1655–1709)
- Bernard le Bovier de Fontenelle (1657–1757)
- Charles Dufresny (1657–1724)
- Henri de Boulainvilliers (1658–1722)
- Charles Rollin (1661–1741)
- Alain Lesage (1668–1747)
- Abbé Jean-Baptiste Dubos (1670–1742)
- Jean-Baptiste Rousseau (1671–1741)
- Prosper Jolyot Crébillon (1674–1762)
- Louis de Rouvroy, duc de Saint-Simon (1675–1755)
- Philippe Néricault Destouches (1680–1754)
- Pierre Carlet de Chamblain de Marivaux (1688–1763)
- Alexis Piron (1689–1773)
- Montesquieu (1689–1755)
- Louis Petit de Bachaumont (1690–1771)
- François-Marie Arouet, genannt Voltaire (1694–1778)
- René Louis d’Argenson (1694–1757)
- Antoine-François abbé Prévost d’Exiles (1697–1763)
- Marie de Vichy-Chamrond, Marquise du Deffand (1697–1780)
- Marie-Anne Barbier (?–1742)

## 18. Jahrhundert
- Claude-Prosper Jolyot de Crébillon (Crébillon fils, 1707–1777)
- Georges Louis Leclerc de Buffon (1707–1788)
- Julien Offray de La Mettrie (1709–1751)
- Jean-Jacques Rousseau (1712–1778)
- Denis Diderot (1713–1784)
- Paul Henri Thiry d’Holbach (1723–1789)
- Laurent Angliviel de La Beaumelle (1726–1773)
- Pierre-Augustin Caron de Beaumarchais (1732–1799)
- Simon Nicolas Henri Linguet (1736–1794)
- Jacques-Henri Bernardin de Saint-Pierre (1737–1814)
- Isabelle de Charrière (1740–1805)
- Donatien Alphonse François de Sade (1740–1814)
- Louis-Sébastien Mercier (1740–1814)
- Chamfort (1741–1794)
- Pierre Ambroise Choderlos de Laclos (1741–1803)
- Dominique Joseph Garat (1749–1833)
- Antoine de Rivarol (1753–1801)
- Jean Anthelme Brillat-Savarin (1755–1826)
- François Guillaume Jean Stanislas Andrieux (1759–1833)
- André Chénier (1762–1794)
- Xavier de Maistre (1763–1852)
- Madame de Staël (1766–1817)
- Benjamin Constant (1767–1830)
- François-René de Chateaubriand (1768–1848)
- Louis-Benoît Picard (1769–1828)
- Louis-Pierre-Marie-François Baour-Lormian (1770–1854)
- Louis-Simon Auger (1772–1829)
- Pauline de Meulan (1773–1827)
- Charles Nodier (1780–1844)
- Pierre-Jean de Béranger (1780–1857)
- Victor Henri Joseph Brahain Ducange (1783–1833)
- Stendhal (Henri Beyle) (1783–1842)
- Pierre-Antoine Lebrun (1785–1873)
- Marceline Desbordes-Valmore (1786–1859)
- Alphonse Rabbe (1784–1829)
- François Guizot (1787–1874)
- Michel Théodore Leclercq (1777–1851)
- Alexandre Guiraud (1788–1847)
- Charles Victor Prévôt, Vicomte d’Arlincourt (1789–1856)
- Alphonse de Lamartine (1790–1869)
- Michel Pichat (1790–1828)
- Eugène Scribe (1791–1861)
- Casimir Delavigne (1793–1843)
- Paul de Kock (1793–1871)
- Augustin Thierry (1795–1856)
- Edouard Josephe Ennemond Mazères (1796–1866)
- Hippolyte Auger (1797–1881)
- Adolphe Thiers (1797–1877)
- Alfred de Vigny (1797–1863)
- Édouard d’Anglemont (1798–1876)
- Jules Michelet (1798–1874)
- Auguste Comte (1798–1857)
- Honoré de Balzac (1799–1850)
- Sophie de Ségur (1799–1874)
- Henry Monnier (1799–1877)

## 19. Jahrhundert

### 1801 – 1850
- Claude Tillier (1801–1844)
- Étienne Arago (1802–1892)
- Alexandre Dumas der Ältere (1802–1870)
- Victor Hugo (1802–1885)
- Alfred Auguste Cuvillier-Fleury (1802–1887)
- Prosper Mérimée (1803–1870)
- Edgar Quinet (1803–1875)
- Charles Augustin Sainte-Beuve (1804–1869)
- Delphine Gay (1804–1855)
- George Sand (1804–1876)
- Eugène Sue (1804–1857)
- Henri-Auguste Barbier (1805–1882)
- Alexis de Tocqueville (1805–1859)
- Auguste Anicet-Bourgeois (1806–1871)
- Désiré Nisard (1806–1888)
- Émile Souvestre (1806–1854)
- Aloysius Bertrand (1807–1841)
- Gérard de Nerval (1808–1855)
- Jules Barbey d’Aurevilly (1808–1889)
- Pétrus Borel (1809–1859)
- Xavier Forneret (1809–1884)
- Joseph Bouchardy (1810–1870)
- Louise Colet (1810–1876)
- Maurice de Guérin (1810–1839)
- Hégésippe Moreau (1810–1838)
- Alfred de Musset (1810–1857)
- Adolphe d’Ennery (1811–1899)
- Théophile Gautier (1811–1872)
- Philothée O’Neddy (1811–1875)
- Victor de Laprade (1812–1883)
- Louis du Couret, "Abd ul-Hamid Bei" (1812–1867)
- Louis Adrien Huart (1813–1865)
- Alfred de Bougy (1814–1871)
- Eugène Labiche (1815–1888)
- Paul Féval (1816–1887)
- Arthur de Gobineau (1816–1882)
- Pierre Zaccone (1817–1895)
- Charles Leconte de Lisle (1818–1894)
- Jules de La Madelène (1820–1859)
- Émile Augier (1820–1889)
- Armand Barthet (1820–1874)
- Eugène Fromentin (1820–1876)
- Charles Baudelaire (1821–1867)
- Gustave Flaubert (1821–1880)
- Ernest Feydeau (1821–1873)
- Edmond de Goncourt (1822–1896)
- Erckmann-Chatrian, das sind Emile Erckmann (1822–1899) und Alexandre Chatrian (1826–1890)
- Maxime Du Camp (1822–1894)
- Louis Ménard (1822–1901)
- Théodore de Banville (1823–1891)
- Ernest Renan (1823–1892)
- Alfred Assolant (1827–1886)
- Eugène Chavette (1827–1902)
- Ferdinand Fabre (1827–1895/1898)
- Edmond About (1828–1885)
- Maria Deraismes (1828–1894)
- Jules Verne (1828–1905)
- Zénaïde Fleuriot (1829–1890)
- Jules de Goncourt (1830–1870)
- Hector Malot (1830–1907)
- Frédéric Mistral (1830–1914)
- Henri Rochefort (1830–1913)
- Paul de Rémusat (1831–1897)
- Raoul de Naverry (1831–1885)
- Victorien Sardou (1831–1908)
- Émile Gaboriau (1832–1873)
- Antonin Proust (1832–1905)
- Jules Vallès (1832–1885)
- Edmond Duranty (1833–1880)
- Jean-Marie Déguignet (1834–1905)
- Edouard Pailleron (1834–1899)
- Henry Becque (1837–1899)
- Auguste de Villiers de L’Isle-Adam (1838–1889)
- Jules Lermina (1839–1913)
- Sully Prudhomme (1839–1907)
- Jules Claretie (1840–1913)
- Alphonse Daudet (1840–1897)
- Émile Zola (1840–1902)
- Édouard Schuré (1841–1929)
- François Coppée (1842–1908)
- Charles Cros (1842–1888)
- José-Maria de Heredia (1842–1905)
- Stéphane Mallarmé (1842–1898)
- Paul Arène (1843–1896)
- Nina de Villard (1843–1884)
- Camille Lemonnier (1844–1913)
- Paul Verlaine (1844–1896)
- Anatole France (1844–1924)
- Tristan Corbière (1845–1875)
- Judith Gautier (1845–1917)
- Léon Bloy (1846–1917)
- Paul Déroulède (1846–1914)
- Maurice Rollinat (1846–1903)
- Émile Faguet (1847–1916)
- Joris-Karl Huysmans (1848–1907)
- George de Peyrebrune (1848–1917)
- Raoul Ponchon (1848–1937)
- Albert Robida (1848–1926),
- Gabriel Vicaire (1848–1900)
- Ferdinand Brunetière (1849–1906)
- Georges de Porto-Riche (1849–1930)
- Jean Richepin (1849–1926)
- Pierre Loti (1850–1923)
- Guy de Maupassant (1850–1893)

### 1851 – 1900
- Germain Nouveau (1851–1920)
- Élémir Bourges (1852–1925)
- Paul Bourget (1852–1935)
- René Bazin (1853–1932)
- Robert Caze (1853–1886)
- Jules Lemaître (1853–1914)
- Alphonse Allais (1854–1905)
- Arthur Rimbaud (1854–1891)
- Laurent Tailhade (1854–1919)
- Robert de Montesquiou (1855–1921)
- Georges Rodenbach (1855–1898)
- Pierre Decourcelle (1856–1926)
- Paul d’Ivoi (1856–1915)
- Gustave Lanson (1857–1934)
- Alfred Capus (1858–1922)
- Neel Doff (1858–1942)
- Émile Durkheim (1858–1917)
- Rémy de Gourmont (1858–1915)
- Joséphin Péladan (1858–1918)
- Albert Samain (1858–1900)
- Maurice Beaubourg (1859–1943)
- Gustave Kahn (1859–1936)
- Anatole Le Braz (1859–1926)
- Oscar Méténier (1859–1913)
- Gustave Guiches (1860–1935)
- Jules Laforgue (1860–1887)
- Michel Zévaco (1860–1918)
- Lucien Descaves (1861–1949)
- Louis Desprez (1861–1885)
- Édouard Dujardin (1861–1949)
- Paul Adam (1862–1920)
- Maurice Barrès (1862–1923)
- Georges Darien (1862–1921)
- Max Elskamp (1862–1931)
- Georges Feydeau (1862–1921)
- René Ghil (1862–1925)
- Adolphe Retté (1863–1930)
- Henry Fèvre (1864–1937)
- Maurice Leblanc (1864–1941)
- Marc-André Raffalovich (1864–1934)
- Jules Renard (1864–1910)
- Francis Vielé-Griffin (1864–1937)
- Romain Rolland (1866–1944)
- Tristan Bernard (1866–1947)
- Léon Daudet (1867–1942)
- Jehan Rictus (1867–1933)
- Marcel Schwob (1867–1905)
- Paul-Jean Toulet (1867–1920)
- Alexandra David-Néel (1868–1969)
- Émile Chartier (Alain; 1868–1951)
- Paul Claudel (1868–1955)
- Francis Jammes (1868–1938)
- Charles Maurras (1868–1952)
- Gaston Leroux (1868–1927)
- Edmond Rostand (1868–1918)
- André Spire (1868–1966)
- Emile Bodin (1869–1923)
- André Gide (1869–1951)
- Hugues Lapaire (1869–1967)
- Octave Mirbeau (1870–1917)
- Marcelle Tinayre (1870–1948)
- Marcel Proust (1871–1922)
- Paul Valéry (1871–1945)
- Henry Bataille (1872–1922)
- Robert de Flers (1872–1927)
- Paul Fort (1872–1960)
- Louis Mandin (1872–1944)
- François-Paul Alibert (1873–1953)
- Henri Barbusse (1873–1935)
- Sidonie-Gabrielle Colette (1873–1954)
- Charles Péguy (1873–1914)
- Alfred Jarry (1873–1907)
- Lucie Delarue-Mardrus (1874–1945)
- Edmond Fleg (1874–1963)
- Marc Leclerc (1874–1946)
- Pierre Souvestre (1874–1914)
- Albert Thibaudet (1874–1936)
- Jean de Tinan (1874–1898)
- Pierre Albert-Birot (1876–1967)
- Léon-Paul Fargue (1876–1947)
- Max Jacob (1876–1944)
- Raymond Roussel (1877–1933)
- Jean Schlumberger (1877–1968)
- Edmond Jaloux (1878–1949)
- Léo Larguier (1878–1950)
- Victor Segalen (1878–1919)
- Jacques Boulenger (1879–1944)
- André Mary (1879–1962)
- Henry de Monfreid (1879–1974)
- Francis Picabia (1879–1953)
- Henri-Pierre Roché (1879–1959)
- Jacques d’Adelswärd-Fersen (1880–1923)
- Guillaume Apollinaire (1880–1918)
- Louis Hémon (1880–1913)
- Jérôme Carcopino (1881–1970)
- Valery Larbaud (1881–1957)
- Roger Martin du Gard (1881–1958)
- André Salmon (1881–1969)
- André Billy (1882–1971)
- Jean Giraudoux (1882–1944)
- Abel Bonnard (1883–1968)
- Marie Noël (1883–1967)
- Denis Amiel (1884–1977)
- Alexandre Arnoux (1884–1973)
- Gaston Bachelard (1884–1962)
- Georges Duhamel (1884–1966)
- Jean Paulhan (1884–1968)
- Jules Supervielle (1884–1960)
- Sacha Guitry (1885–1957)
- François Mauriac (1885–1970)
- André Maurois (1885–1967)
- Jean Pellerin (1885–1921)
- Pierre Benoit (1886–1962)
- Marthe Bibesco (1886–1973)
- Fernand Crommelynck (1886–1970)
- Geneviève Fauconnier (1886–1969)
- Alain-Fournier (1886–1914)
- Blaise Cendrars (1887–1961)
- Pierre Jean Jouve (1887–1976)
- Marcel Martinet (1887–1944)
- Saint-John Perse (1887–1975)
- Henri Pourrat (1887–1959)
- Georges Bernanos (1888–1948)
- Henri Bosco (1888–1976)
- Marcel Jouhandeau (1888–1979)
- Jacques de Lacretelle (1888–1985)
- Paul Morand (1888–1976)
- Jean Cocteau (1889–1963)
- Tristan Derème (1889–1941)
- Émile Henriot (1889–1961)
- Pierre Reverdy (1889–1960)
- Maurice Blanchard (1890–1960)
- Maurice Genevoix (1890–1980)
- Victor Serge (1890–1947)
- Emmanuel Berl (1892–1976)
- Adrienne Monnier (1892–1955)
- Pierre Drieu la Rochelle (1893–1945)
- Louis-Ferdinand Céline (1894–1961)
- Albert Cohen (1895–1981)
- Gabriel Chevallier (1895–1969)
- Jean Giono (1895–1970)
- Henry de Montherlant (1895–1972)
- Marcel Pagnol (1895–1974)
- Edmond Tranin (1895–20. Jahrhundert)
- Antonin Artaud (1896–1948)
- André Breton (1896–1966)
- Édouard Peisson (1896–1963)
- Henry Poulaille (1896–1980)
- Elsa Triolet (1896–1970)
- Tristan Tzara (1896–1963)
- Louis Aragon (1897–1982)
- Georges Bataille (1897–1962)
- Joë Bousquet (1897–1950)
- Philippe Soupault (1897–1990)
- Kikou Yamata (1897–1975)
- Marcel Thiry (1897–1977)
- Emmanuel Bove (1898–1945)
- Eugène Dabit (1898–1936)
- Michel de Ghelderode (1898–1962)
- Robert Goffin (1898–1984)
- Joseph Kessel (1898–1979)
- Géo Norge (1898–1990)
- Paul Vialar (1898–1996)
- Marcel Achard (1899–1974)
- Marcel Arland (1899–1986)
- Jacques Audiberti (1899–1965)
- Louis Guilloux (1899–1980)
- Charles Mauron (1899–1966)
- Henri Michaux (1899–1984)
- Steve Passeur (1899–1966)
- Francis Ponge (1899–1988)
- Armand Salacrou (1899–1989)
- Roger Vitrac (1899–1952)
- Julien Green (1900–1998)
- Georges Limbour (1900–1970)
- Jacques Prévert (1900–1977)
- Antoine de Saint-Exupéry (1900–1944)
- Nathalie Sarraute (1900–1999)

## 20. Jahrhundert

### 1901 – 1950
- Claude Aveline (1901–1992)
- Jean Guitton (1901–1999)
- Charles Lecocq (1901–1922)
- Michel Leiris (1901–1990)
- Guy Le Rumeur (1901–2003)
- André Malraux (1901–1976)
- Jean-Joseph Rabearivelo (1901–1937)
- Joseph (Giuseppe) Lanza del Vasto (1901–1981)
- Alexandre Vialatte (1901–1971)
- Vercors (1902–1991)
- Marcel Aymé (1902–1967)
- Julien Torma (1902–1933)
- Louise de Vilmorin (Louise Lévêque de Vilmorin) (1902–1969)
- Jean Follain (1903–1971)
- Raymond Queneau (1903–1976)
- Raymond Radiguet (1903–1923)
- Georges Simenon (1903–1989)
- Jean Tardieu (1903–1995)
- Marguerite Yourcenar (1903–1987)
- Henri Calet (1904–1956)
- André Fraigneau (1905–1991)
- Paul Nizan (1905–1940)
- Jean-Paul Sartre (1905–1980)
- Samuel Beckett (1906–1989)
- Charles Exbrayat (1906–1989)
- Maurice Fombeure (1906–1981)
- Roger Frison-Roche (1906–1999)
- Emmanuel Levinas (1906–1995)
- Louis Parrot (1906–1948)
- Maurice Blanchot (1907–2003)
- Noël Calef (1907–1968)
- Paul Gadenne (1907–1956)
- Roger Peyrefitte (1907–2000)
- Jules Roy (1907–2000)
- Germaine Tillion (1907–2008)
- Arthur Adamov (1908–1970)
- Marcel Béalu (1908–1993)
- Simone de Beauvoir (1908–1986)
- Thomas Narcejac (1908–1998)
- Robert Merle (1908–2004)
- Paul Arnold (1909–1992)
- François Fejtő (1909–2008)
- Eugène Ionesco (1909–1994)
- Léo Malet (1909–1996)
- Simone Weil (1909–1943)
- Jean Amila (1910–1995)
- Jean Anouilh (1910–1987)
- Jacques Decour (1910–1942)
- Jean Genet (1910–1986)
- Julien Gracq (1910–2007)
- Jean Vauthier (1910–1992)
- René Barjavel (1911–1985)
- Hervé Bazin (1911–1996)
- Jean Cayrol (1911–2005)
- Emil Cioran (1911–1995)
- Luc Estang (1911–1992)
- Maurice Nadeau (1911–2013)
- Olivier Séchan (1911–2006)
- Henri Troyat (1911–2007)
- Armand Robin (1912–1961)
- Albert Camus (1913–1960)
- Aimé Césaire (1913–2008)
- Albert Cossery (1913–2008)
- Armand Lanoux (1913–1983)
- Félicien Marceau (1913–2012)
- Jean Rousselot (1913–2004)
- Claude Simon (1913–2005)
- Béatrix Beck (1914–2008)
- Georges-Emmanuel Clancier (1914–2018)
- Marguerite Duras (1914–1996)
- Jean Freustié (1914–1983)
- Romain Gary (1914–1980)
- Odette Joyeux (1914–2000)
- Roland Barthes (1915–1980)
- André Frossard (1915–1995)
- Jacques Prevel (1915–1951)
- Andrée Clair (1916–1982)
- Pierre Emmanuel (1916–1984)
- Dionys Mascolo (1916–1997)
- Micheline Maurel (1916–2009)
- Michel de Saint-Pierre (1916–1987)
- Robert Antelme (1917–1990)
- Stéphane Hessel (1917–2013)
- Gilbert Prouteau (1917–2012)
- Christiane Rochefort (1917–1998)
- Édouard Axelrad (1918–2006)
- Camille Bourniquel (1918–2013)
- Maurice Druon (1918–2009)
- René de Obaldia (1918–2022)
- Georges Bonnet (1919–2021)
- Roger Borniche (1919–2020)
- Alain Bosquet (1919–1998)
- Michel Déon (1919–2016)
- Philippe Jullian (1919–1977)
- Juliette Benzoni (1920–2016)
- Edmonde Charles-Roux (1920–2016)
- Paul Colin (1920–2018)
- Jean Dutourd (1920–2011)
- Françoise d’Eaubonne (1920–2005)
- Benoîte Groult (1920–2016)
- Albert Memmi (1920–2020)
- Pierre Moinot (1920–2007)
- Gisèle Prassinos (1920–2015)
- Henri Alleg (1921–2013)
- Pierre Bec (1921–2014)
- Anne Golon (1921–2017)
- Dominique Paladilhe (1921–2015)
- Jean-Charles (1922–2003)
- Marcel Jullian (1922–2004)
- Michel Peyramaure (1922–2023)
- Alain Robbe-Grillet (1922–2008)
- Stefan Wul (1922–2003)
- Alexandre Astruc (1923–2016)
- Pierre Barillet (1923–2019)
- Yves Bonnefoy (1923–2016)
- François Cavanna (1923–2014)
- Bernard Clavel (1923–2010)
- Roland Dubillard (1923–2011)
- René Girard (1923–2015)
- Jean Hougron (1923–2001)
- Gérard Jarlot (1923–1966)
- Robert Sabatier (1923–2012)
- Alain Gandy (1924–2015)
- Armand Gatti (1924–2017)
- Jacques Lusseyran (1924–1971)
- Jean-François Lyotard (1924–1998)
- Michel Ragon (1924–2020)
- Michel Tournier (1924–2016)
- Alphonse Boudard (1925–2000)
- Jean-Pierre Faye (* 1925)
- Hubert Nyssen (1925–2011)
- Jean d’Ormesson (1925–2017)
- Jean Raspail (1925–2020)
- Michel Butor (1926–2016)
- Catherine Paysan (1926–2020)
- Daniel Anselme (1927–1989)
- René Fallet (1927–1983)
- Philippe Mestre (1927–2017)
- Guy Mouminoux (1927–2022)
- Annie Saumont (1927–2017)
- Michel Tauriac (1927–2013)
- André-Paul Weber (1927–2016)
- Jean-Jacques Antier (1928–2023)
- Marie Cardinal (1928 od. 1929–2001)
- Jean Carrière (1928–2005)
- Françoise Dorin (1928–2018)
- Serge Doubrovsky (1928–2017)
- Georges-Arthur Goldschmidt (* 1928)
- Alain Jouffroy (1928–2015)
- Christian Millau (1928–2017)
- Jean-Denis Bredin (1929–2021)
- Jean-Marie Drot (1929–2015)
- Dominique Fernandez (* 1929)
- Bernard Frank (1929–2006)
- Gérard de Villiers (1929–2013)
- Christine Arnothy (1930–2015)
- Philippe Beaussant (1930–2016)
- Héctor Bianciotti (1930–2012)
- Michel Deguy (1930–2022)
- Jacques Derrida (1930–2004)
- Gilbert Forray (1930–2017)
- Pierre Fritsch (1930–2005)
- Françoise Mallet-Joris (1930–2016)
- Michel Serres (1930–2019)
- Paul Veyne (1930–2022)
- Yves Berger (1931–2004)
- Robert Bober (* 1931)
- Jean-Claude Carrière (1931–2021)
- Claire Etcherelli (1931–2023)
- Jacques Garelli (1931–2014)
- Joseph Joffo (1931–2018)
- Dominique Lapierre (1931–2022)
- Gérald Messadié (1931–2018)
- Gilles Perrault (1931–2023)
- Frédérick Tristan (1931–2022)
- Tomi Ungerer (1931–2019)
- Fernando Arrabal (* 1932)
- Patrick Cauvin (1932–2010)
- Max Gallo (1932–2017)
- François Maspero (1932–2015)
- Claude Prin (* 1932)
- Jean Ricardou (1932–2016)
- Michel del Castillo (1933–2024)
- Geneviève Dormann (1933–2015)
- Nicole Louvier (1933–2003)
- Jean Vautrin (1933–2015)
- Paul-Jean Hérault (1934–2020)
- Ludovic Janvier (1934–2016)
- Charles Juliet (1934–2024)
- René-Victor Pilhes (1934–2021)
- Rafaël Pividal (1934–2006)
- François Bott (1935–2022)
- Régine Deforges (1935–2014)
- Paul Goma (1935–2020)
- Lionel Ray (* 1935)
- Françoise Sagan (1935–2004)
- Monique Wittig (1935–2003)
- Bernard Epin (1936–2020)
- Henri Gougaud (1936–2024)
- Georges Perec (1936–1982)
- Marie Rouanet (* 1936)
- Agnès Rouzier (1936–1981)
- Philippe Sollers (1936–2023)
- Hélène Cixous (* 1937)
- André Glucksmann (1937–2015)
- Pierre-Jean Rémy (1937–2010)
- Albertine Sarrazin (1937–1967)
- Claude Durand (1938–2015)
- Claude Michelet (1938–2022)
- Jean Rouquette (* 1938)
- Miguel Abensour (1939–2017)
- Annie Ernaux (* 1940)
- Pierre Guyotat (1940–2020)
- Jean-Marie Gustave Le Clézio (* 1940)
- Yves Navarre (1940–1994)
- Danièle Sallenave (* 1940)
- Daniel Walther (1940–2018)
- Raymond Cousse (1942–1991)
- Christian Giudicelli (1942–2022)
- Jean-Patrick Manchette (1942–1995)
- Leslie Kaplan (* 1943)
- Jean-Claude Izzo (1945–2000)
- Patrick Modiano (* 1945)
- Philippe Muray (1945–2006)
- Christian Prigent (* 1945)
- Chantal Thomas (* 1945)
- Francis Berthelot (* 1946)
- Renaud Camus (* 1946)
- Guy Hocquenghem (1946–1988)
- Abdelwahab Meddeb (1946–2014)
- Jean-François Parot (1946–2018)
- Jean Echenoz (* 1947)
- Christian Palustran (* 1947)
- Patrick Poivre d’Arvor (* 1947)
- Olivier Rolin (* 1947)
- Jaime Semprun (1947–2010)
- Anne Wiazemsky (1947–2017)
- Pascal Bruckner (* 1948)
- Bernard-Marie Koltès (1948–1989)
- Jean-Pierre Lemaire (* 1948)
- Catherine Millet (* 1948)
- Claude Ponti (* 1948)
- Pascal Quignard (* 1948)
- Gonzague Saint Bris (1948–2017)
- Lydie Salvayre (* 1948)
- Soazig Aaron (* 1949)
- Denis Belloc (1949–2013)
- Marie-Jo Bonnet (* 1949)
- Didier Daeninckx (* 1949)
- Philippe Djian (* 1949)
- Michel Ferracci-Porri (* 1949)
- Alain Finkielkraut (* 1949)
- Amin Maalouf (* 1949)
- Marc Cholodenko (* 1950)
- Jean-Paul Dubois (* 1950)
- Jean-Claude Michéa (* 1950)
- Catherine Rihoit (* 1950)

### 1951 – 2000
- Christian Bobin (1951–2022)
- Bernard Friot (* 1951)
- Pierre Lemaitre (* 1951)
- Dan Ar Wern (* 1952)
- Françoise Bourdin (1952–2022)
- Claude Guillon (1952–2023)
- Jean-Claude Mourlevat (* 1952)
- Jean-Christophe Rufin (* 1952)
- François Bon (* 1953)
- Patrick Chamoiseau (* 1953)
- Didier Eribon (* 1953)
- Isabelle Hausser (* 1953)
- Jean Teulé (1953–2022)
- Thierry Jonquet (1954–2009)
- Emmanuèle Bernheim (1955–2017)
- Hervé Guibert (1955–1991)
- Didier Hallépée (* 1955)
- Michel Houellebecq (* 1956/1958)
- Hubert Mingarelli (1956–2020)
- Xavier-Laurent Petit (* 1956)
- Françoise Renaud (* 1956)
- Alina Reyes (* 1956)
- Jean-Pierre Thiollet (* 1956)
- Azouz Begag (* 1957)
- Emmanuel Carrère (* 1957)
- Alain Defossé (1957–2017)
- Jean-Luc Lagarce (1957–1995)
- Hervé Le Tellier (* 1957)
- Fred Vargas (* 1957)
- Olivier Delorme (* 1958)
- Gilles Leroy (* 1958)
- Didier Lestrade (* 1958)
- Christine Angot (* 1959)
- Pierre Ballester (* 1959)
- Nelly Alard (* 1960)
- Grégoire Bouillier (* 1960)
- Benoît Duteurtre (1960–2024)
- Simon Liberati (* 1960)
- Olivier Mannoni (* 1960)
- Bernard Minier (* 1960)
- Éric-Emmanuel Schmitt (* 1960)
- Tonino Benacquista (* 1961)
- Jean-Christophe Grangé (* 1961)
- Florence Noiville (* 1961)
- Bernard Werber (* 1961)
- Jean-Paul Didierlaurent (1962–2021)
- Marie-Hélène Lafon (* 1962)
- Anne F. Garréta (* 1962)
- Véronique Olmi (* 1962)
- Atiq Rahimi (* 1962)
- Alexis Jenni (* 1963)
- Philippe Lançon (* 1963)
- Gilles Rozier (* 1963)
- Jean-Philippe Blondel (* 1964)
- Pierre Bottero (1964–2009)
- Éric Chevillard (* 1964)
- Anne Dufourmantelle (1964–2017)
- Jérôme Leroy (* 1964)
- Frédéric Beigbeder (* 1965)
- Kéthévane Davrichewy (* 1965)
- Élisabeth Filhol (* 1965)
- Ann Scott (* 1965)
- Nathalie Azoulai (* 1966)
- Emmanuelle Bayamack-Tam (* 1966)
- Agnès Desarthe (* 1966)
- Jonathan Littell (* 1967)
- Fabrice Midal (* 1967)
- Marie NDiaye (* 1967)
- Hervé Caumont (* 1968)
- Jérôme Ferrari (* 1968)
- Mikaël Ollivier (* 1968)
- Muriel Barbery (* 1969)
- Virginie Despentes (* 1969)
- Négar Djavadi (* 1969)
- Céline Minard (* 1969)
- Anna Gavalda (* 1970)
- Pierre Grimbert (* 1970)
- Johan Heliot (* 1970)
- Christophe Honoré (* 1970)
- Jean-Baptiste Andrea (* 1971)
- François Bégaudeau (* 1971)
- Laurent Binet (* 1972)
- Mathias Énard (* 1972)
- Laurent Gaudé (* 1972)
- Chloé Delaume (* 1973)
- Clara Dupont-Monod (* 1973)
- Benjamin Berton (* 1974)
- David Foenkinos (* 1974)
- Thomas Reverdy (* 1974)
- Claire Castillon (* 1975)
- Alexandre Delmar (* 1975)
- Alban Lefranc (* 1975)
- Martin Page (* 1975)
- Romain Puértolas (* 1975)
- Maxime Chattam (* 1976)
- Nicolas Mathieu (* 1978)
- Blanche de Richemont (* 1978)
- Saphia Azzeddine (* 1979)
- Leïla Slimani (* 1981)
- Gaël Faye (* 1982)
- Gaspard Koenig (* 1982)
- Cloé Korman (* 1983)
- Sabri Louatah (* 1983)
- Anne-Sophie Brasme (* 1984)
- Alice Zeniter (* 1986)
- François-Henri Désérable (* 1987)
- Joachim Schnerf (* 1987)
- Édouard Louis (* 1992)